# Alastor: Book of Angels Volume 21
 (mars 2024).
Alastor: Book of Angels Volume 21 est un album de compositions de John Zorn arrangées et jouées par Eyvind Kang.

## Titres
| No  | Titre   | Durée |
| --- | ------- | ----- |
| 1.  | Hakem   | 5:37  |
| 2.  | Samchia | 3:50  |
| 3.  | Hakha   | 3:19  |
| 4.  | Jetrel  | 5:32  |
| 5.  | Variel  | 4:13  |
| 6.  | oquel   | 3:16  |
| 7.  | Rachiel | 3:49  |
| 8.  | Barael  | 3:23  |
| 9.  | Sakriel | 7:09  |
| 10. | Uriron  | 4:42  |

## Personnel
- Shahzad Ismaily – basse
- Eyvind Kang – basse, guitares, janggu, kacapi, kamancheh, synthétiser, oud, percussion, piano, setar, sitar, alto, violon, voix
- Skerik – saxophone ténor
- Hans Teuber – clarinettes, flutes, saxophone ténor
- Cuong Vu – trompette
- Dave Abramson – batterie, percussion
- Emma Ashbrook – basson
- Josiah Boothby – cor
- Tor Dietrichson – bongo, conga, clave, guiro, tabla, triangle
- Maya Dunietz – chant
- Randall Dunn – Moog Synth, chant
- Hidayat Honari – tar
- Taina Karr – cor anglais, hautbois
- Jessika Kenney – chant
- Moriah Neils – basse
- Hyeonhee Parkv - janggu, kkwaenggwari
- Soyeon Park – geomungo
- William Smith – violoncelle
- JungAh Song – gayageum
- Maria Scherer Wilson – violoncelle
- Jacob Yackshaw – basse